# EuroRAP
EuroRAP (Europejski Program Oceny Ryzyka na Drogach, ang. European Road Assessment Programme) - powstała w 2001 roku organizacja międzynarodowa, która ma na celu poprawę bezpieczeństwa na europejskich drogach. Jej członkami są organizacje motoryzacyjne oraz eksperci z 29 krajów.